# Szundai királymókus
A szundai királymókus (Ratufa affinis) az emlősök (Mammalia) osztályának a rágcsálók (Rodentia) rendjébe, ezen belül a mókusfélék (Sciuridae) családjába tartozó faj.

## Előfordulása
Brunei, Indonézia (ezen belül az alábbi szigeteken: Borneó, Szumátra), Malajzia (ezen belül: Malajzia, Sabah, Sarawak), Szingapúr és Thaiföld területén honos. Megtalálható alacsony, hegyvidéki és másodlagos erdőkben.

## Alfajai
- Ratufa affinis affinis Raffles, 1821
- Ratufa affinis bancana Lyon, 1906
- Ratufa affinis baramensis Bonhote, 1900
- Ratufa affinis bunguranensis Thomas & Hartert, 1894
- Ratufa affinis cothurnata Lyon, 1911
- Ratufa affinis ephippium Müller, 1838
- Ratufa affinis hypoleucos Horsfield, 1823
- Ratufa affinis insignis Miller, 1903
- Ratufa affinis polia Lyon, 1906

## Megjelenése
A fej, hát és test színe változik sötétbarna és szürke színbe, a hasa pedig sötétsárga és fehérbe. Fülei rövidek és kerekek.

## Életmódja
Ritkán megy ültetvényekre, vagy településekbe, inkább az erdőben tartózkodik. Bár ez a mókus elsősorban a lombkorában él, mégis néha lejön a földre kisebb állatok után vadászni. Reggel és eset aktív. Párban vagy egyedül élnek. Tápláléka legfőképp magvakból áll, de kiegészíti levelekkel, gyümölcsökkel, rovarokkal, tojásokkal.

## Szaporodása
Bár gyakran választja menedéknek a fa odút, mégis néha készít „fészket”.